# Себерг, Петер
Петер Себерг (1925-1999) — датский модернистский романист и драматург, вдохновленный французскими экзистенциалистами. Он дебютировал в литературе в 1956 году с романом Bipersonerne.
Петер Себерг окончил Хадерлевскую соборную школу в 1943 году и получил образование археолога. Он был хранителем музея в Виборге. После окончания Хадерлева Себерг отправился в Берлин и занимался нацистской пропагандой для компании UFA. Однако едва ли его можно назвать расистом. 
Себерг получил степень магистра искусств в 1951 году в Университете Копенгагена, специализировался на творчестве Фридриха Ницше. Жизнь Себерга во многом находит общее с жизнью Ницше; матери обоих находились далеко, а отцы рано покинули этот мир. Отец Себерга также был автором-миссионером. Вся семья Себерга исповедовала христианство и, согласно собственному журналу Себерга, их внимание было сосредоточено на "ревнивом и мстительном Боге".
В 1983 году он был награжден Литературной премией Северного Совета за сборник коротких рассказов Om fjorten dage ("За 14 дней").

## Сочинения

### Переводы на русский язык
- Пастыри. — М., 1971.
- Вмятина; Строительные леса // Современная датская новелла. — М., 1971.
- Колесо; Весёлые картинки; Хок; Яма // Сказки для детей старше 18 лет. — М., 1974.
- Крошка пёсик // Иностранная литература. — 2006. — № 1.